# Chrysops translucens
Chrysops translucens är en tvåvingeart som beskrevs av Macquart 1838. Chrysops translucens ingår i släktet Chrysops och familjen bromsar. Inga underarter finns listade i Catalogue of Life.